# Contea di McDonald
La contea di McDonald in inglese McDonald County è una contea dello Stato del Missouri, negli Stati Uniti. La popolazione al censimento del 2000 era di 21 681 abitanti. Il capoluogo di contea è Pineville.
La contea venne costituita nel 1849 e deve il suo nome al sergente Alexander McDonald, combattente della Guerra d'indipendenza americana.

## Popolazione
Secondo il censimento del 2000, la popolazione prevalentemente bianca (89,7%), con una presenza significativa di nativi americani (2,9%).

## Contee confinanti
- Contea di Newton, a nord
- Contea di Barry, a est
- Contea di Benton (Arkansas), a sud
- Contea di Delaware (Oklahoma), a ovest
- Contea di Ottawa (Oklahoma), a nord-ovest

## Località
| - Pineville | - Anderson - Caverna - Ginger Blue - Goodman - Jane - Lanagan | - Longview - Noel - Powell - Rocky Comfort - Southwest City - Tiff City |  |